# Stephanie Riceová
Stephanie Riceová (* 17. června 1988, Queensland, Austrálie) je australská sportovkyně-plavkyně, olympijská vítězka z Letních olympijských her 2008 v disciplíně 400 m polohový závod.

## Vrcholové akce

### Peking 2008
Na Letních olympijských hrách 2008 vyhrála zlatou medaili v disciplíně 400 m polohový závod časem 4:29,45 min v novém světovém rekordu a jako první žena v historií této disciplíny zaplavala pod 4:30,00 min. V tomto závodě se to také podařilo i Kirstyn Coventryové časem 4:29,89 min.